# Ega (Condeixa-a-Nova)
Ega ist eine Gemeinde (Freguesia) im portugiesischen Kreis Condeixa-a-Nova. In ihr leben 2583 Einwohner (Stand 19. April 2021).